# 豊里町立竹花小学校十五貫分校
豊里町立竹花小学校十五貫分校（とよさとちょうりつ たけばなしょうがっこうじゅうごかんぶんこう）は、かつて宮城県登米郡豊里町（現：登米市）にあった豊里町立竹花小学校の分校である。

## 概要
竹花小学校に統合される時点では、4年生までが対象で、1・2年生と3・4年生の複式学級制をとっていた。生徒数は最も多い時で男女計1学年で17名。5年生に進級する時点で、竹花小学校に通学した。

## 学区
- 豊里町十五貫、豊里町内畑、豊里町内田、豊里町上谷地

## 沿革
- 1898年（明治31年）- 米山町の民家を購入移建、普通学校並みの教授を行っていた。
- 1910年（明治43年）12月 - 豊里尋常高等小学校の十五貫分教場として正式に認可され発足。
- 1912年（大正1年）12月 - 改築竣工。
- 1921年（大正10年）4月 - 十五貫分校の5～6年生は、竹花小学校に通学することとなる。
- 1952年（昭和27年）- 豊里町立竹花小学校に編入される。
- 1954年（昭和29年）- 内畑62に移転改築、簡易水道施設、校庭緑化。
- 1972年（昭和47年）- 豊里町立竹花小学校に統合され、閉校。